# Otto von Uexküll (Ritterschaftshauptmann)
Otto von Uexküll († 1650) war ein estländischer Landrat und Ritterschaftshauptmann.

## Leben
Otto von Uexküll entstammte dem deutsch-baltischen Adelsgeschlecht Uexküll. Seine Eltern waren Reinhold von Uexküll auf Felcks († 1618) und Dorothea von Taube a.d.H. Maart († 1603).
Er muss vor 1600 geboren sein und war Erbherr auf Felcks, Aß und Wahhaft. Von 1632 bis 1635 führte er die Estländischer Ritterschaft als deren Hauptmann an.
Uexküll vermählte sich mit Hildegard von Uexküll († 1665), Tochter des schwedischen Feldmarschalls Otto von Uexküll († 1601). Sie trug ihm das Gut Aß zu. Aus der Ehe sind insgesamt vier Kinder hervorgegangen:
1. Otto Reinhold († nach 1667), Erbherr auf Felcks, Wahhaft und Kaarman, Rittmeister und Landrat, ⚭ Margaretha von Zoege
2. Margaretha († 1681), ⚭ 1627 Bernd von Taube († 1676), Erbherr auf Issen
3. Sophie Gertrude († 1669), ⚭ Fabian von Zoege († 1694), Mannrichter
4. Hildegard Elisabeth, ⚭ Heinrich von Rehbinder († 1694), Generalmajor